# Ernst Zündel
Ernst Christof Friedrich Zündel, född 24 april 1939 i Calmbach i Folkstaten Württemberg, död 5 augusti 2017 i Bad Wildbad i Baden-Württemberg, var en tysk skriftställare och förintelseförnekare. Zündel emigrerade till Kanada 1958, där han var yrkesverksam som illustratör och grafiker. I Kanada spred Zündel nationalsocialistiska publikationer och pamfletter. Han har vid flera tillfällen dömts till fängelse för att ha förnekat Förintelsen och för anstiftan till rashat på grund av hans publikation av Did Six Million Really Die?. Åtalet ogillades och en ny rättegång inleddes 1988. Där dömdes han först i två instanser men friades i Kanadas högsta domstol. Senare dömdes han 2007 i Tyskland till fem års fängelse för att ha förnekat Förintelsen och även anstiftan till rashat.

## Biografi
År 1977 startade Zündel en historierevisionistiskt inriktad förlags- och tryckeriverksamhet under namnet "Samisdat Publishers". Förlaget publicerade titlar som Did Six Million Really Die?, The Hitler We Loved and Why och Setting the Record Straight. I The West, War and Islam argumenterar Zündel för att sionister, kommunister och frimurare tillsammans konspirerar för att nå världsherravälde. Verksamheten ledde till att han åtalades för att ha spridit falska nyheter. Zündels webbplats, som drivs av hans hustru, är förlagd till en webbserver i USA. 
Under namnet Christof Friedrich skrev han en förtext till Savitri Devis naziesoteriska bok eller skrift The Lightning and the Sun. 
1985 dömdes Zündel men överklagade och fick åtalet ogillat på grund av en felaktighet i processen gällande instruerande av juryn. 1988 åtalades Zündel igen och dömdes till 15 månaders fängelse för spridning av falska nyheter. Efter överklagan dömdes han igen i en appellationsdomstol men blev 1992 friad i Kanadas högsta instans (Supreme Court of Canada) med hänvisning till Kanadas grundlag om yttrandefrihet.
Vid rättegången 1988 vittnade bland andra den svenske historierevisionisten Ditlieb Felderer till Zündels försvar.
Efter att ha friats anhölls Zündel i Kanada på tysk begäran och utlämnades till Tyskland år 2005. Den 15 februari 2007 dömdes han till fem års fängelse för förnekande av Förintelsen och anstiftan till rashat. Han avtjänade straffet i Mannheim och släpptes den 1 mars 2010. Zündel ansåg sig själv vara en politisk fånge. Zündels webbplats hör till de webbplatser som är censurerade från Googles träfflista i Tyskland.